# Hare Krishna (musikalbum)
Hare Krishna är Unicornibots debutalbum utgivet den 1 oktober 2010. Det spelades in i februari 2010 i inspelningsstudion Brazil, i Rivas-Vaciamadrid. Albumet behärskades av Bob Weston, basgitarristen i bandet Shellac.

## Låtlista
| Nr | Titel                    | Längd |
| -- | ------------------------ | ----- |
| 1. | SuperMarioCesar          | 3:24  |
| 2. | La segunda es la tercera | 2:53  |
| 3. | La tercera es la segunda | 3:21  |
| 4. | Timbalada                | 2:54  |
| 5. | La primera es la primera | 2:20  |
| 6. | Tinoni                   | 2:13  |
| 7. | Ponse                    | 2:52  |
| 8. | Palmas                   | 3:14  |
| 9. | Acoples                  | 2:43  |